# سوندالو
سوندالو هي كومونا تقع في مقاطعة سندرية، لومبارديا، إيطاليا. يبلغ عدد سكانها حوالي 4،537 نسمة.